# Elina Brotherus
Elina Brotherus (ur. 1972 w Helsinkach) – fińska artystka fotografik, związana z tzw. szkołą helsińską. Mieszka i działa zarówno w Finlandii, jak i we Francji.
Absolwentka Uniwersytetu Helsińskiego na wydziale chemii analitycznej (1997). Studiowała także w Uniwersytecie Sztuki i Designu w Helsinkach, na wydziale fotografii, który ukończyła w 2000. Pierwsza wystawa indywidualna odbyła się w 1998 w Galerie Anhava w Helsinkach. Od tego czasu miała ponad 60 wystaw indywidualnych w wielu krajach świata. W początkowej fazie interesowała się głównie własną autoanalizą i wątkami autobiograficznymi. Od 2000 rozpoczęła prace nad dużym cyklem The New Painting (Nowe Malarstwo), będący swoistym dialogiem z historią malarstwa. Fotografie cyklu inspiruje m.in. sztuka Caspara Davida Friedricha, Edgara Degasa, czy Pierre’a Bonnarda.
Pierwsza wystawa w Polsce odbyła się w Poznaniu w styczniu 2009 (Galeria Fotografii pf w Zamku Cesarskim – 37 zdjęć).